# Meido kafe

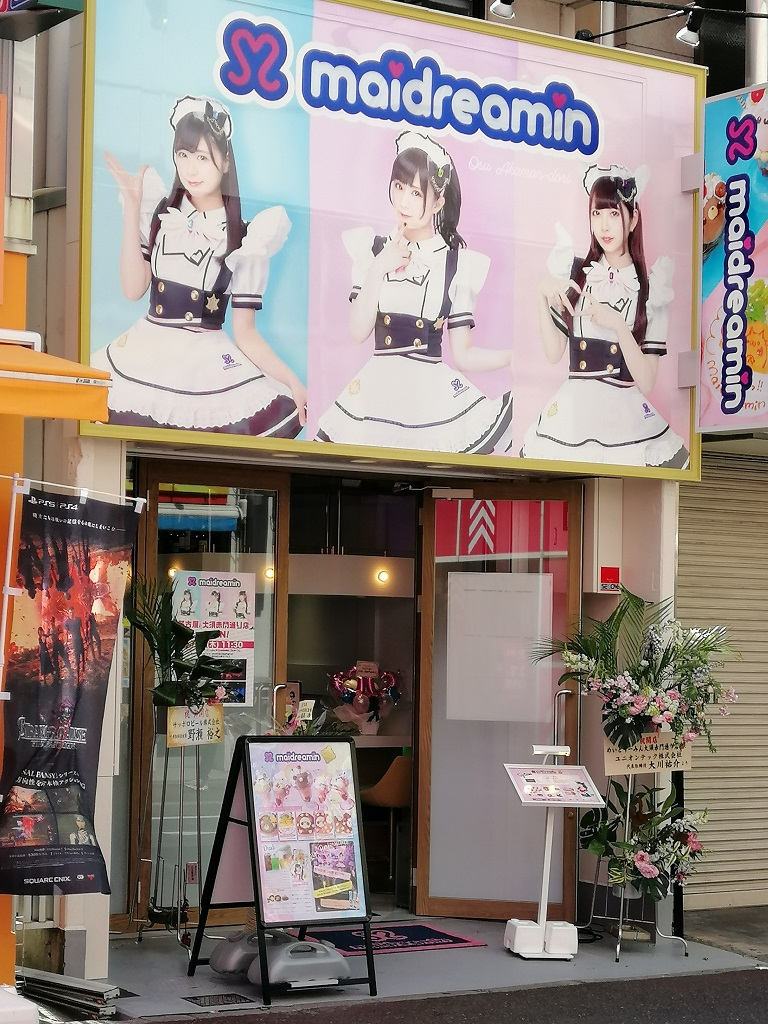
Wygląd Maid café z zewnątrz

Meido kafe (jap. メイドカフェ) lub meido kissa (jap. メイド喫茶, pol. dosł. „kawiarenka z pokojówkami”) znane także jako Maid café – kawiarnie występujące zwłaszcza w Japonii, w których kelnerki chodzą ubrane jak pokojówki. Stroje pokojówek różnią się stylem i kolorem w zależności od placówki, więc można zaobserwować różne trendy między strojami w stylu wiktoriańskim i francuskim. Kelnerki w tych miejscach zachowują się jak służące i traktują klientów tak, jakby byli panami we własnym domu.

## Informacje ogólne
W tych kawiarniach kelnerki ubrane w uniformy pokojówek zachowują się jak gosposie, wnętrze przypomina mieszkanie, a klienci traktowani są jak panowie i domownicy. Kawiarnie są szczególnie popularne wśród mężczyzn, którzy są witani przez pokojówki.
Pierwsze kawiarnie zostały otwarte w Akihabarze około 2000 roku. Kawiarnie te były skierowane do stałych klientów. Od 2019 kawiarnie Meido kafe i kelnerki przebrane za pokojówki nie są już wyłącznie ze sobą powiązane. Jako pochodna kawiarni Meido kafe pojawiły się również kawiarnie o tematyce innej niż pokojówki, które stały się znane jako „restauracje cosplayowe”. Liczba kawiarni o unikalnych koncepcjach, takich jak „restauracje cosplayowe i bary”, które serwują głównie alkohol, rośnie od 2021 roku. W dzisiejszych czasach często spotyka się ogólny termin „ConCafé” (コンカフェ) w odniesieniu do różnych typów lokali.

## Opis

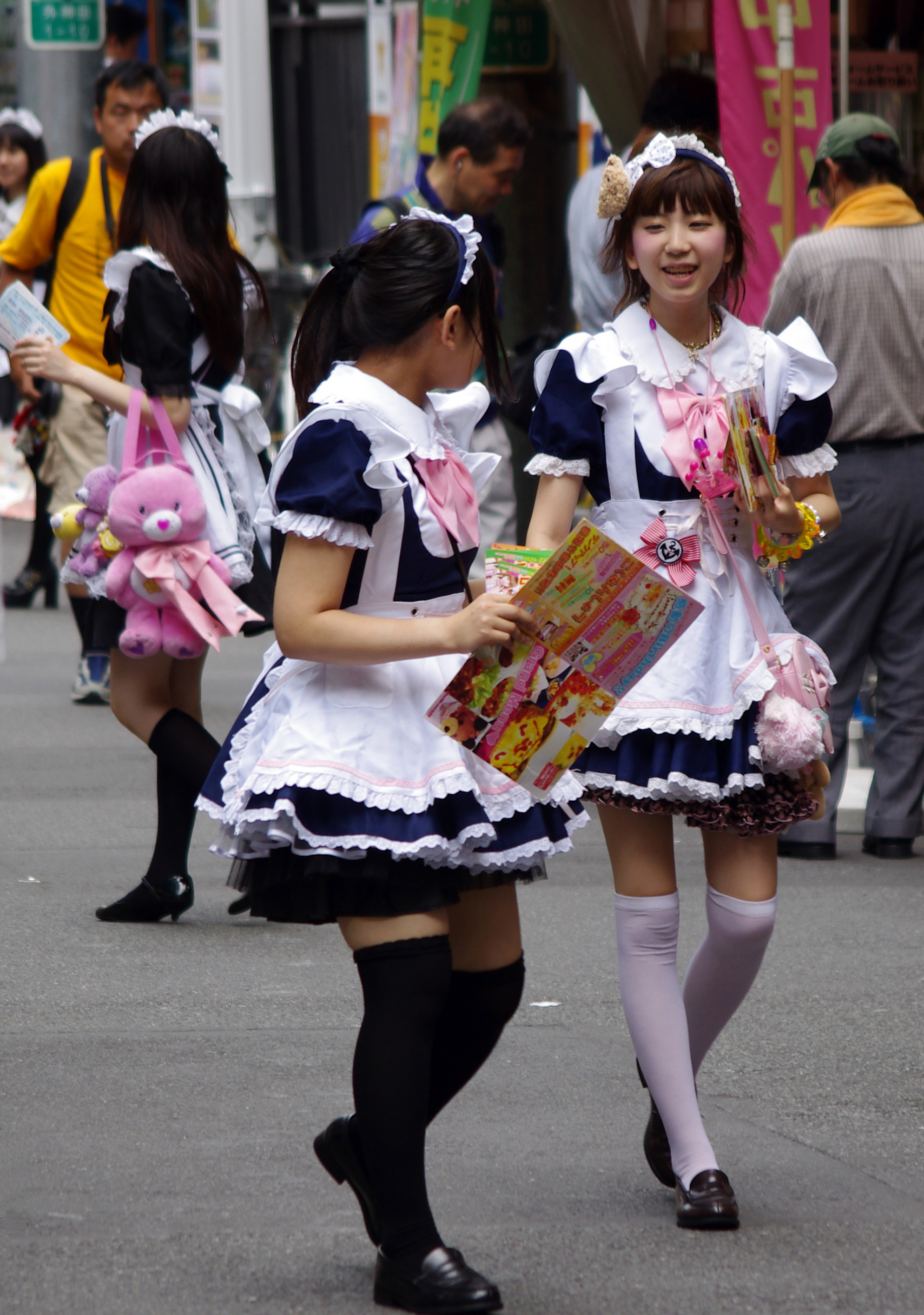
Pokojówki roznoszące ulotki w Akihabarze w Tokio

Najbardziej popularnym obszarem z kawiarniami Meido kafe jest Akihabara, tokijska dzielnica elektroniki słynąca ze sklepów z mangą i anime. Akihabara jest domem dla kilku kawiarni tematycznych, w tym Meido kafe, które są odwiedzane przez otaku. Jednak wraz ze wzrostem zainteresowania mediów, kawiarnie te stały się również atrakcjami turystycznymi, a nie wyłącznie miejscem spotkań otaku. W rezultacie czas oczekiwania w godzinach szczytu może wynosić nawet dwie godziny.

## Historia

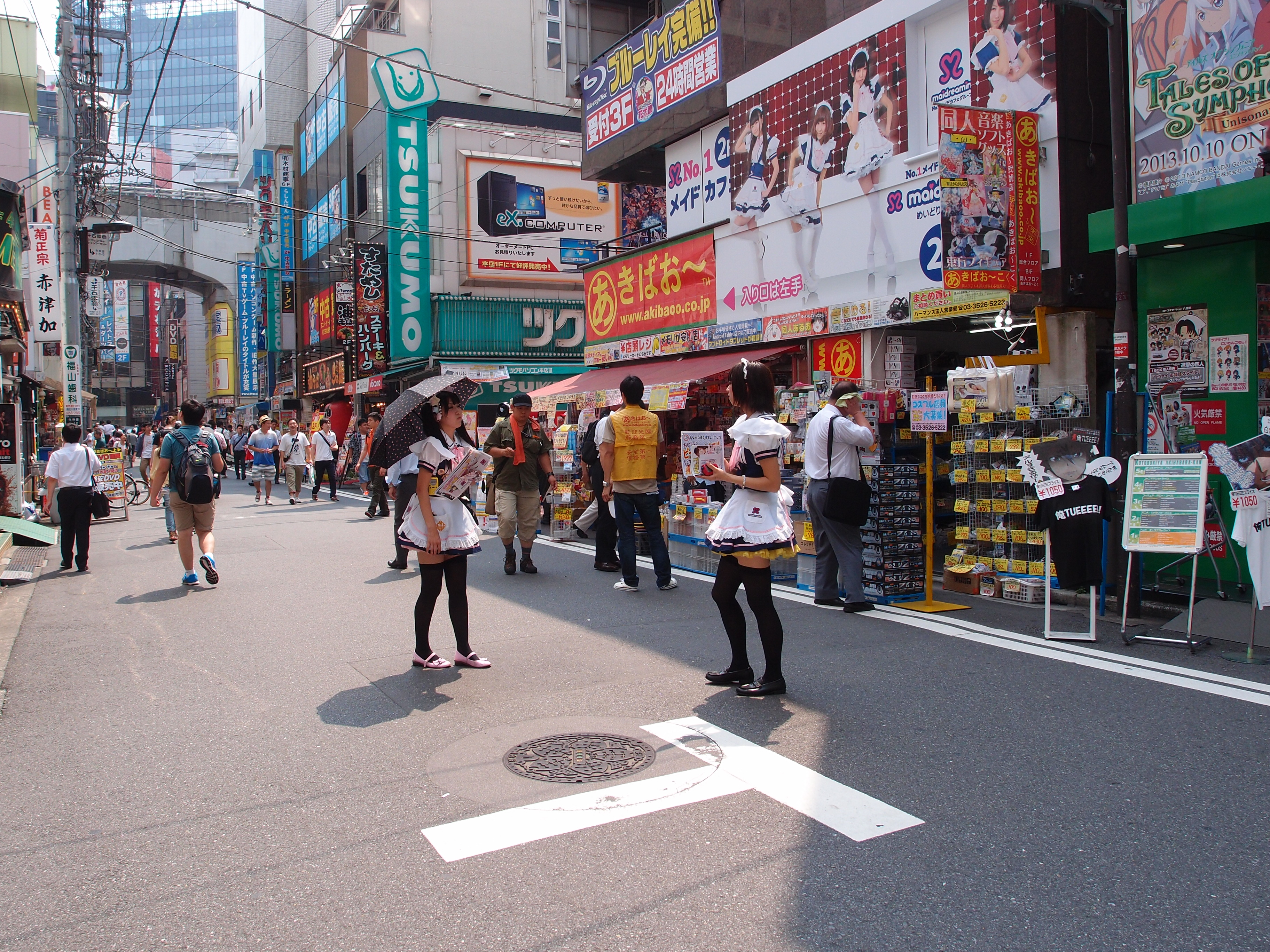
Promocja Maid café na ulicach Akihabary

W marcu 2001 roku w dzielnicy Akihabara otwarto pierwszą na świecie kawiarnię z pokojówkami, „Cure Maid Café”.
W grudniu 2005 roku sekcja kelnerska „Perfect Maid Manifesto” z @Home Café (obecnie At Home Café) w Akihabarze została nominowana do kategorii „Moe~” w konkursie You-Can Buzzword Awards.
Pod koniec 2011 roku w dzielnicy Akihabara istniały 132 kawiarnie i lokale z pokojówkami. Do tej pory otwarto 282, z czego 150 zostało zamkniętych, co stanowi ponad połowę wszystkich lokali z pokojówkami otwartych w ciągu ostatniej dekady.

### Nocne lokale
Ponieważ konkurencja między kawiarniami nasila się, niektóre z nich oferują unikalne usługi w celu przyciągnięcia klientów. Oprócz istniejących kawiarni z pokojówkami istnieją również lokale w stylu kabaretowym.
Wraz z zaostrzeniem ustawy o działalności rozrywkowej, niektóre lokale przenoszą się z Shinjuku i Ueno do Akihabary, gdzie przepisy są mniej rygorystyczne. Pojawiły się tam kabarety w stylu Meido kafe i kluby świadczące usługi seksualne.

## Pracownice

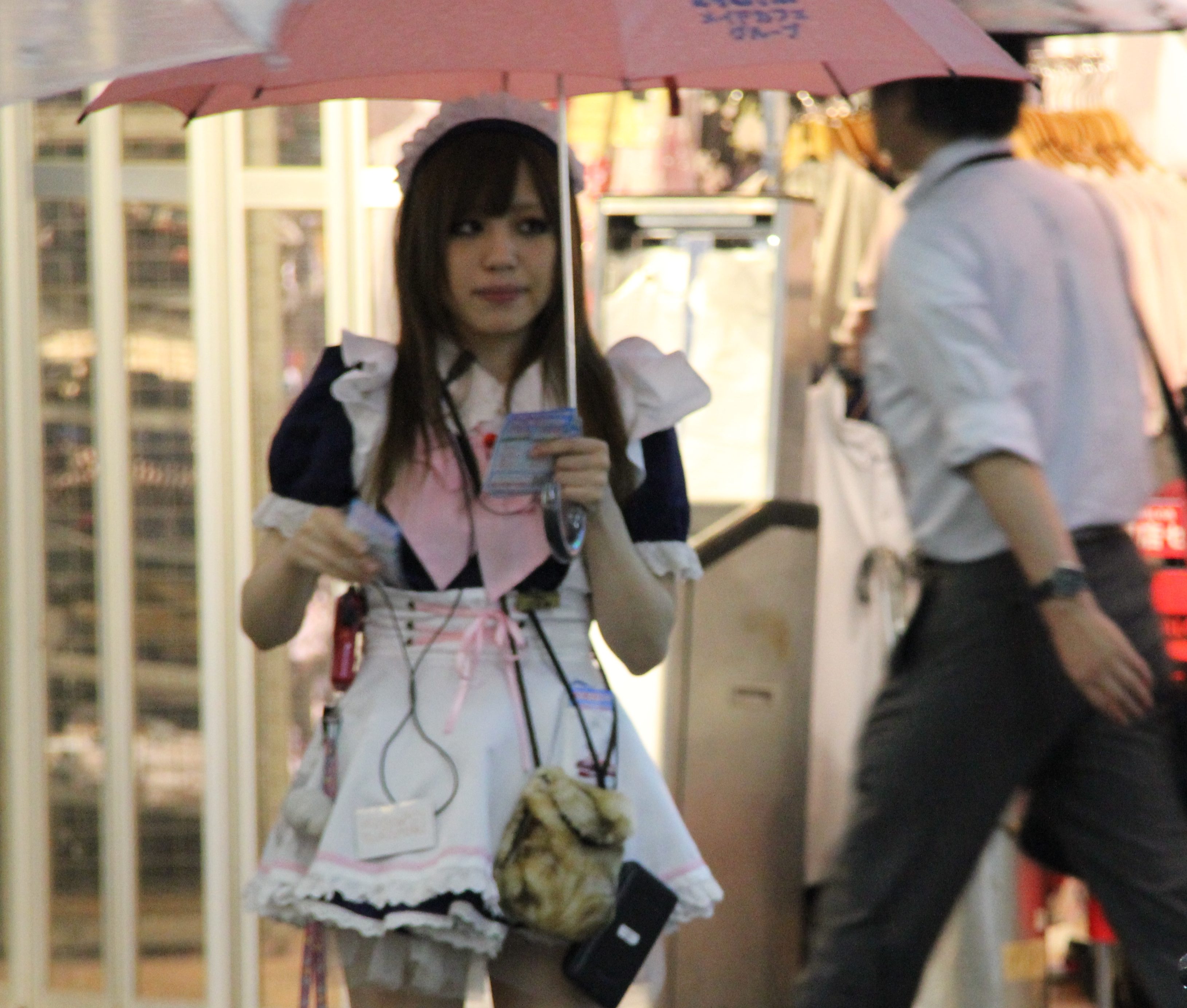
Pokojówka roznosząca ulotki w deszczowy dzień

Pracownice Meido kafe to głównie młode kobiety w wieku od 18 do 20 lat. Zwykle zarabiają minimalną pensję w Japonii i nierzadko mieszkają ze swoimi rodzinami. Same pokojówki często lubią kulturę otaku, taką jak anime i manga, i nawiązują więzi ze swoimi klientami. Praca pokojówki (kelnerki) nie jest jednak dla tych kobiet karierą, a raczej sposobem na przerwę przed podjęciem pełnoetatowej pracy. Wbrew powszechnemu przekonaniu, same pokojówki lubią swoją pracę, ponieważ mają możliwość wyrażania siebie i odkrywania alternatywnego świata postaci kawiarni wraz z klientami. Wciąż jednak pozostają problemy związane z zachowaniem klientów poza miejscem pracy. Chociaż w kawiarniach obowiązują surowe zasady mające na celu zapobieganie zakłóceniom porządku, ale niektórzy klienci łamią te zasady i próbują nawiązać kontakt poza miejscem pracy, powodując dyskomfort pokojówek. Utrzymanie określonego wizerunku i tożsamości jest również kluczem do zachowania elementu fantazji w takich placówkach. Oprócz surowych zasad dla klientów, pokojówki nie mogą również palić ani pić. Nie mogą także spędzać czasu z innymi mężczyznami w Akihabarze. W ten sposób pokojówki mogą zachować pewną tożsamość dla swoich i potencjalnych klientów. Kiedy ich kariera jako pokojówki dobiega końca, niektóre z nich decydują się na pracę dla agencji korporacyjnej stojącej za kawiarnią, czy to z powodu wieku, czy z wyboru.

## Ubiór i wygląd
Kostiumy pokojówek różnią się w zależności od kawiarni, ale często opierają się na strojach francuskich pokojówek, składających się z sukienki, halki, fartuszka, pasujących akcesoriów do włosów (falbanki, kokardy itp.) i pończoch (podkolanówek). Często cosplayują również postacie z anime. Czasami pracownice noszą zwierzęce uszy (królicze bądź kocie) do swoich strojów, aby dodać im atrakcyjności.
Z drugiej strony, w kawiarniach z pokojówkami, które tworzą japońską atmosferę, kelnerki noszą tradycyjne japońskie stroje, takie jak te noszone przez kelnerki w okresach Meiji i Taishō.
Kelnerki w kawiarniach Meido kafe są często wybierane ze względu na swój wygląd, często są to młode, atrakcyjne i niewinnie wyglądające kobiety. Czasami są testowane pod kątem zdolności do pełnego wcielenia się w postać, którą odgrywają. Aby chronić fantazję cosplayu, mogą być zobowiązane umową do nieujawniania danych osobowych klientom, opuszczania ról swoich postaci lub pokazywania się klientom bez kostiumu.

## Menu
Większość kawiarni Maid café oferuje menu podobne do typowej kawiarni. Klienci mogą zamówić kawę, inne napoje oraz różnorodne dania i desery. Jednak w Maid café kelnerki często dekorują przy stole zamówienia klientów atrakcyjnymi wzorami. W zamian za usługi świadczone przez te pokojówki, ceny są zazwyczaj podwyższane.
Podczas przygotowywania tych dekoracyjnych deserów i przystawek kelnerki często zaczynają śpiewać, dzięki czemu zarówno doświadczenie, jak i jedzenie, które klienci mają otrzymać, wydają się bardziej „magiczne”.
Niektóre kawiarenki oferują również, za dodatkową opłatą, sesje zdjęciowe z pokojówkami (kelnerkami) (pokojówki same dodają wiadomości i ozdoby do gotowych zdjęć), opcję grania w gry karciane lub planszowe, papier, kamień, nożyce, a nawet usługi czyszczenia uszu oraz masaże stóp i pleców.
Oprócz kawiarni Meido kafe sąsiednie „restauracje cosplayowe” coraz częściej przybierają formę barów, z oryginalnymi koktajlami autorstwa pokojówek, w menu znajdują się także koktajle, które można im postawić. Każdy lokal ma ustalone limity czasowe i zasady dotyczące minimalnych zamówień i opłat, aby zwiększyć rotację klientów.

### Wydarzenia
W niektórych przypadkach sam lokal jest wykorzystywany jako przestrzeń eventowa, w której prowadzone są rozmowy na żywo i mini live. Typowym przykładem takiego lokalu jest „めいどinじゃぱん” (Pokojówka w Japonii), który został otwarty 8 listopada 2005 r. i zamknięty 9 września 2007 roku. W skład występującej tam grupy wchodziły Iori Nomizu, która pojawiła się w dramie Densha Otoko, oraz idolka Akiba-kei Himeko Sakuragawa, która później zadebiutowała w wytwórni.

## Etykieta i maniery wobec klienta
Kiedy klient odwiedza Meido kafe, tworzy się tam uproszczona relacja pan-służąca, w której klient jest panem, a dziewczyna w stroju pokojówki jest służącą. Kiedy klient wchodzi do kawiarenki, pokojówka wita go słowami „Witaj w domu, panie (pani)” (お帰りなさいませ、ご主人様 (お嬢様); Okaerinasaimase, goshujinsama (ojousama)).

## Klientela
Klienci kawiarenek są również zobowiązani do przestrzegania podstawowych zasad. Jedna z kawiarenek w Tokio opublikowała listę „10 zasad, których klienci powinni przestrzegać w Meido kafe”. Na przykład, klienci nie mogą dotykać ciała pokojówki, prosić o jej osobiste dane kontaktowe lub naruszać jej prywatności (stalking). Jedną z ogólnych zasad dotyczących Meido kafe jest zakaz fotografowania pokojówek i wnętrz kawiarni. Jednak za dodatkową opłatą można zrobić sobie zdjęcie z pokojówką, a w niektórych przypadkach pokojówka może własnoręcznie udekorować je. Niektóre kawiarenki z pokojówkami pobierają opłatę godzinową. Klientom przypomina się o tych zasadach, ponieważ na ścianach wejściowych często znajdują się plakaty z regulaminem obowiązującym w danym lokalu.

## Porównanie z innymi placówkami
Kawiarenki z pokojówkami nie oferują usług seksualnych, ale relacje między płciami przyczyniają się do popularności i przyjemności ich klientów. Badacze tacy jak Patrick Galbraith i Anne Allison doszli do wniosku, że kawiarenki z pokojówkami oferują zupełnie inne doświadczenia niż kluby hostess i inne miejsca. Dlatego też wiele kawiarenek polega na stałych klientach, aby utrzymać stabilną działalność. W zamian kawiarenki koncentrują się na zapewnieniu ucieczki od sfery domowej i zawodowej. Co więcej, według antropologów takich jak Anne Allison, kawiarenki z pokojówkami nie mają seksualnych i opiekuńczych niuansów w porównaniu do klubów z hostessami.

## Kawiarenka z pokojówkami w filmach, dramach, mandze i anime
- Welcome to the N.H.K. (2002)
- Soredemo Machi wa Mawatteiru (2005)
- Densha Otoko (2005)
- Służąca przewodnicząca (2005)
- Maid in Akihabara (2006)
- Akihabara@Deep (2006)
- Moekyun@Movie (2006)
- Ore no imōto ga konna ni kawaii wake ga nai (2008)
- Inazuma Eleven (2008)
- Steins;Gate (2011)
- Denpa kyōshi (2011)
- Love Live!|Love Live! School Idol Project (2012)
- Amnesia (2013)
- Blend S (2013)
- Magical Girl Spec-Ops Asuka (2015)
- Komi Can’t Communicate (2016)
- Akiba Maid sensō (2022)